# John Bird (politician)
John Bird (n. 6 februarie 1926 - d. 18 noiembrie 1997) a fost un om politic britanic, membru al Parlamentului European în perioadele 1984-1989 și 1989-1994 din partea Regatului Unit.

## Legături externe
- John Bird pe site-ul Parlamentului European

1. ↑  Deputații în Parlamentul European